# Lars O Jonsson
Lars Olof Jonsson, född 23 oktober 1967 i Älvsby församling i Norrbottens län, är en svensk militär (överste).

## Biografi
Jonsson avlade officersexamen vid Krigsskolan 1989 och utnämndes samma år till officer vid Norrbottens regemente, där han tjänstgjorde i olika trupp- och stabstjänster fram till 2001, befordrad till kapten 1995. Åren 2001–2006 tjänstgjorde han vid Markstridsskolan, där han bland annat deltog i utvecklingsarbetet med indirekt eld och en ny granatkastarbandvagn, AMOS (granatkastare).[källa behövs] År 2010 tjänstgjorde han vid den svenska kontingenten i Afghanistan, varpå han tjänstgjorde vid Artilleriregementet 2014–2018: först som ställföreträdande chef för Artilleriets stridsskola och därefter som stabschef och ställföreträdande regementschef. Han var ställföreträdande planeringschef vid Arméstaben 2019–2021. Den 1 mars 2022 utnämndes han till överste och chef för Norrbottensbrigaden. 
Från och med den 1 december 2022 är Jonsson chef för det återetablerade Bergslagens artilleriregemente. Tillsvidare bibehöll han samtidigt befattningen som chef för Norrbottensbrigaden. Den 1 februari 2023 övertog överste Gustaf Dufberg befälet över Norrbottensbrigaden.